# Юрий Ангелов
Юрий Асенов Ангелов е български актьор.

## Биография
Роден е на 13 ноември 1949 г. в село Тотлебен, Плевенско.
През 1973 г. завършва актьорско майсторство за драматичен театър във ВИТИЗ „Кръстьо Сарафов“ при Апостол Карамитев. Играе в Сливенския театър три години, след което се премества в Народния театър „Иван Вазов“ (1982-1996) и театъра в Бургас (1996- ).

## Награди
- Награда на НФЦ за най-добър актьор във филма „Малки разговори“.

## Театрални роли
- Крал Лир
- По-големият син
- Подвигът
- Големанов

## Телевизионен театър
- „Евангелие по Матея“ (1990) (Стефан Грозданов)
- „Милионерът“ (1988) (от Йордан Йовков, реж. Павел Павлов)
- „Свекърва“ (1986) (от Антон Страшимиров, тв адаптация и режисура Павел Павлов)
- „Мадам Сан Жен“ (1986) (Викториен Сарду)
- „Хляб наш насущний“ (1986) (Първан Стефанов)
- „Два картофа и шише лимонада“ (1986) (Карел Чапек)
- „Интермедии“ (1985) (Мигел де Сервантес)
- „Каменният гост“ (1983) (Александър Пушкин)
- „Болшевики“ (1980) (Михаил Шатров), 2 части
- „Гешефт“ (1980) (Октав Мирбо)
- „История на отживялото живуркане“ (1979), (Михаил Салтиков-Шчедрин и Сергей Михалков), 2 части - разказвач и поет
- „Страстната неделя“ (1978) (от Павел Павлов, реж. Павел Павлов) (като Юри Ангелов)
- „Обличането на Венера“ (1978) (Добри Жотев)

## Филмография
| Година    | Филми/Сериали                                                    | Роля                                       |
| --------- | ---------------------------------------------------------------- | ------------------------------------------ |
| 2019      | Пътуващо кино                                                    |                                            |
| 2016      | Nightworld (България/Италия)                                     | Причърд                                    |
| 2015      | Белгийският крал King of the Belgians (Белгия/Холандия/България) | Юрий Агелов                                |
| 2013      | Секс, лъжи и ТВ: 8 дни в седмицата (24 серии)                    | Павлофф                                    |
| 2011-2014 | Седем часа разлика (80 серии)                                    | Распутин                                   |
| 2007      | Малки разговори                                                  | Дарвин                                     |
| 2007      | Баклава                                                          | първи лейтенант Соколов                    |
| 2006      | Ваш даскал Апостол (документален)                                | себе си                                    |
| 2001      | Версенжеторикс, (Франция/Канада/Белгия)                          |                                            |
| 1999      | Жребият – (7 серии)                                              | господин Радев                             |
| 1991      | Аз съм твоят брат                                                |                                            |
| 1987      | Живот до поискване                                               | младия лекар                               |
| 1987      | Каменната гора (тв)                                              | млад учен (като Юри Ангелов)               |
| 1987      | Приземяване                                                      | Павлов                                     |
| 1984      | Трите златни лъвчета (тв)                                        | царят                                      |
| 1984      | Преразказани приказки. Хубавка и звяра                           | звяра                                      |
| 1984      | Прадеди и правнуци. Хайдушка кръв (5 серии)                      | даскал Тодор                               |
| 1984      | Последната възможност                                            | телевизионен оператор                      |
| 1983      | Ако те има                                                       | критикът                                   |
| 1983      | Баш майсторът н-к!                                               |                                            |
| 1983      | Прадеди и правнуци. Каменно гнездо (5 серии)                     | младият Михаил „Белозъб“                   |
| 1982      | Тайната на дяволското оръжие                                     | рицарят Ролан                              |
| 1980      | Спилитим и Рашо (20 серии)                                       | коминочистачът Спилитим                    |
| 1978      | Федерация на династронавтите (3 серии)                           |                                            |
| 1977      | Нечиста сила (3 серии)                                           | Младен (играе в 1 серия)                   |
| 1977      | Бой последен                                                     | Геро (като Юри Ангелов)                    |
| 1977      | Завръщане от Рим (5 серии), (България/Италия)                    | спортният журналист Владимир               |
| 1977      | От другата страна на огледалото                                  | Барон Ервин фон Редер                      |
| 1976      | Песента на щурците                                               |                                            |
| 1975      | Сладко и горчиво                                                 | Асен Асенов Йотов, ученик                  |
| 1974      | Дубльорът                                                        | Васил                                      |
| 1973      | ...И дойде денят                                                 | Миро                                       |
| 1973      | Мандолината                                                      | ремсиста                                   |
| 1973      | Такава смърт няма (тв)                                           | (като Юри Ангелов) войводата Панайот Волов |
| 1972      | 10 дни неплатени                                                 | приятел на Иван (като Юрий Асенов)         |
| 1972      | Среща                                                            |                                            |
| 1971      | Няма нищо по-хубаво от лошото време (2 серии)                    |                                            |